# Lopidium francii
Lopidium francii là một loài Rêu trong họ Hookeriaceae. Loài này được (Thér.) Broth. mô tả khoa học đầu tiên năm 1925.